# هندزفری

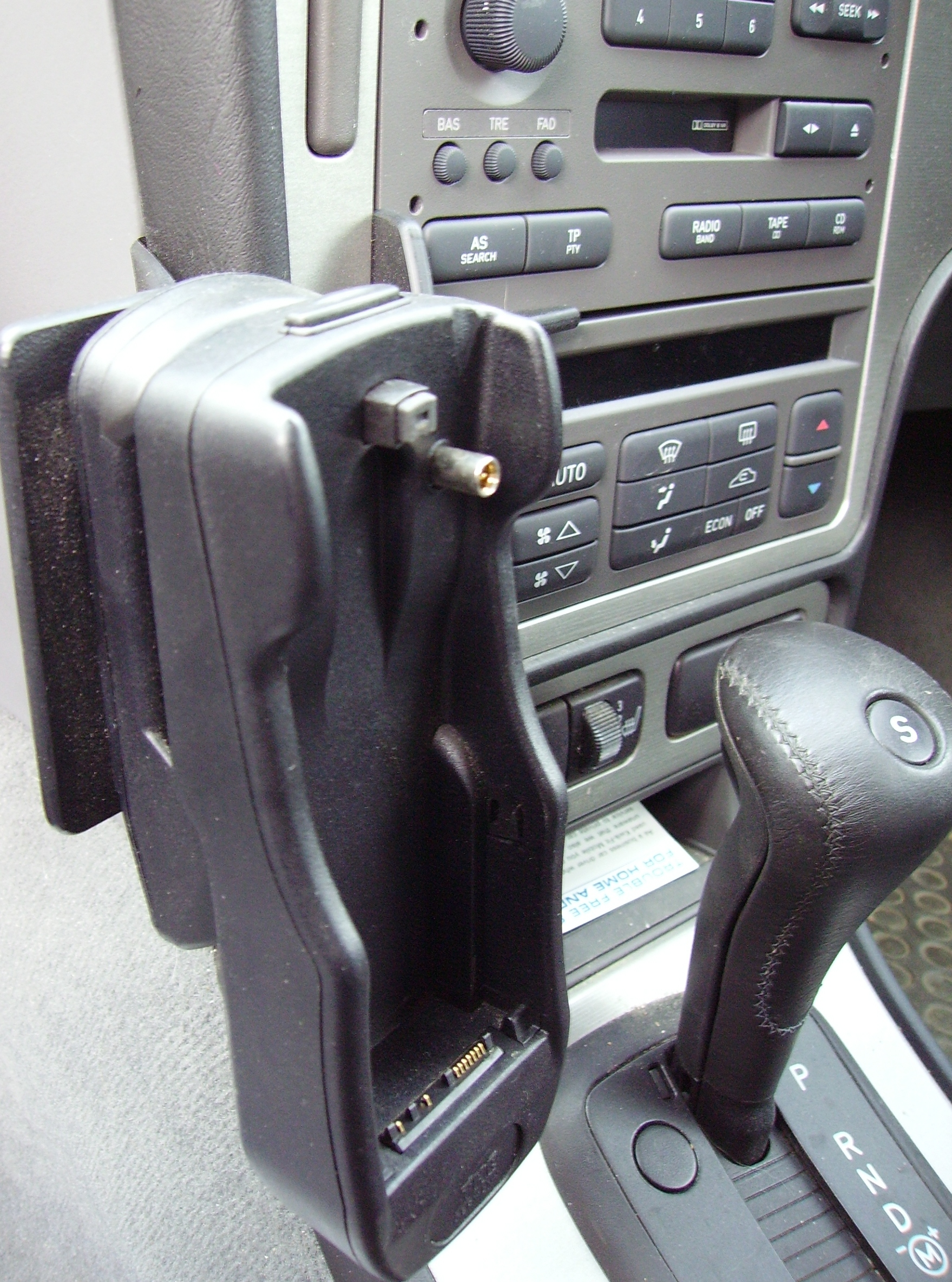
هندزفری بدون گوشی متناسب با Saab 9-5.

دست‌آزاد (به انگلیسی: handsfree)، ابزاری است که بدون به‌کارگیری دست می‌توان آن را به‌کار برد. هندزفری در ترابرد فرمان‌ها در دستیارهای آوایی، آواپر، تلفن همراه و بسیاری از ابزارهای آوایی و چندرسانه‌ای به‌کار گرفته می‌شود، در بسیاری از کشورها به‌کارگیری این ابزار با تلفن همراه به هنگام رانندگی الزامی شده‌است، هرچند پژوهش‌ها نشان داده هنگام رانندگی، گفت‌وگو با تلفن همراه می‌تواند مرگ‌آور باشد. هندزفری می‌تواند دارای سیم یا بدون سیم باشد.

## کاربرد
هندزفری‌ها جزو لوازم جانبی تلفن همراه و تبلت محسوب می‌شوند و می‌توانند برای تماس صوتی، پخش موسیقی و بسیاری از قابلیت‌های مرتبط دیگر استفاده شوند. هندزفری نسبت به هدفون کوچک‌تر، سبک‌تر، ارزان‌تر و قابل‌حمل هستند. استفاده از هندزفری همچنین از خرابی مدل مو جلوگیری می‌کند. هندزفری‌ها اغلب برای صدای باس طراحی نشده‌اند و می‌توانند درصورت زیاد بودن صدا به گوش آسیب وارد کنند.

## انواع

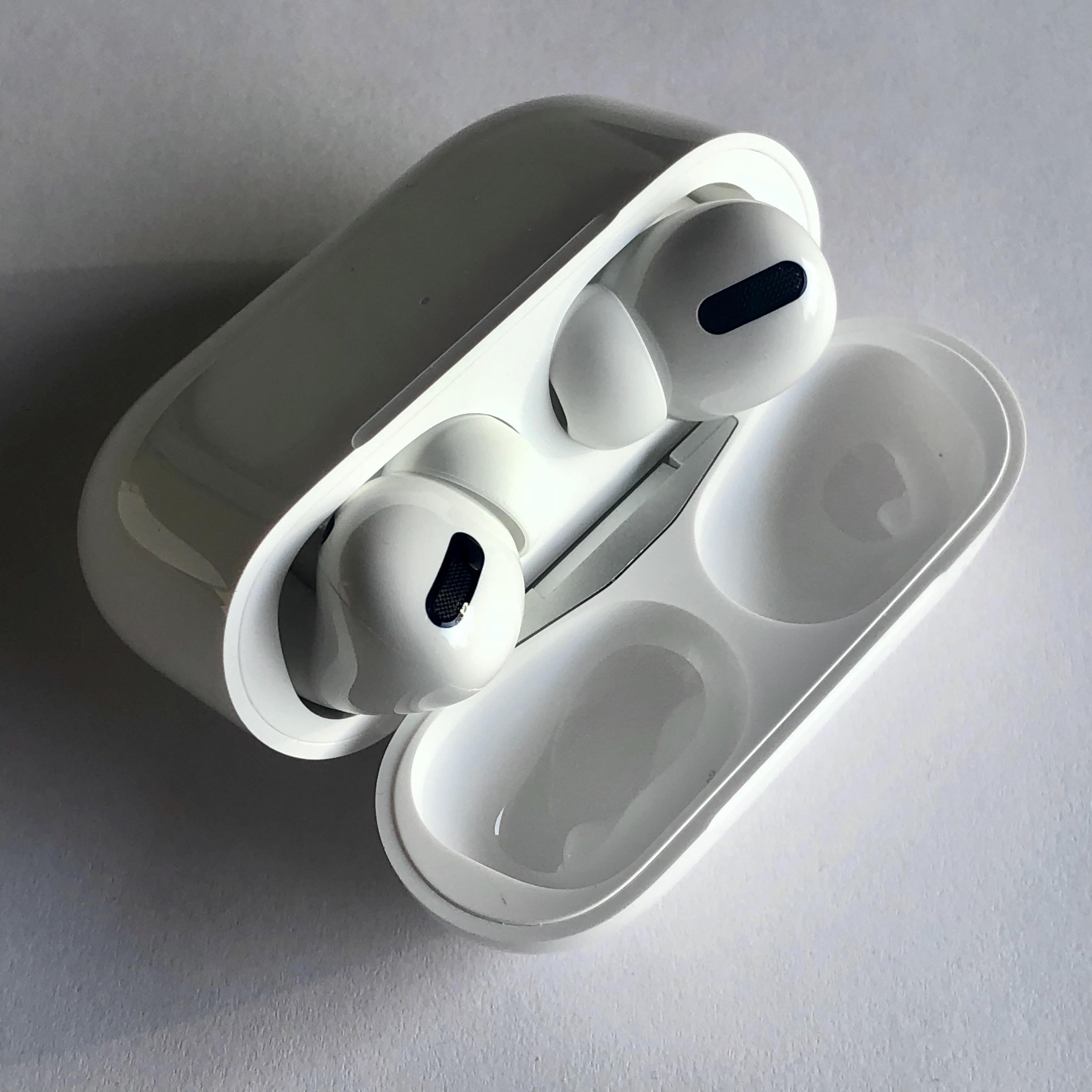
ایرپادز پرو (AirPods Pro)

هندزفری‌ها به دو نوع دورگردنی و ایرپاد و سیمی تقسیم می‌شوند:
دورگردنی:
برخی از هندزفری‌ها برای ورزشکارها طراحی شده است تا از تداخل سیم‌ها حین ورزش جلوگیری شود. این نوع هندزفری‌ها دور گردن قرار می‌گیرند و بسیار مناسب‌تر و راحت‌تر هستند.
ایرپاد:
نوعی هندزفری است که بصورت بی‌سیم به کمک بلوتوث به تلفن هوشمند متصل می‌شوند. این نوع هندزفری‌ها دارای ماژول شارژ هستند.
سیمی:
هندزفری های سیمی اولین نوع هندزفری ها هستند که برای پخش موسیقی و مکالمه استفاده می شوند. با پیشرفت تکنولوژی تولید هندزفری ها، امروزه مدل های بی سیم و ایرباد ها جای مدل های سیمی را گرفته اند اما هنوز به علت قیمت پایین و عدم نیاز به شارژ این نوع هندزفری ها افراد زیادی آنها را می خرند.

## نگارخانه

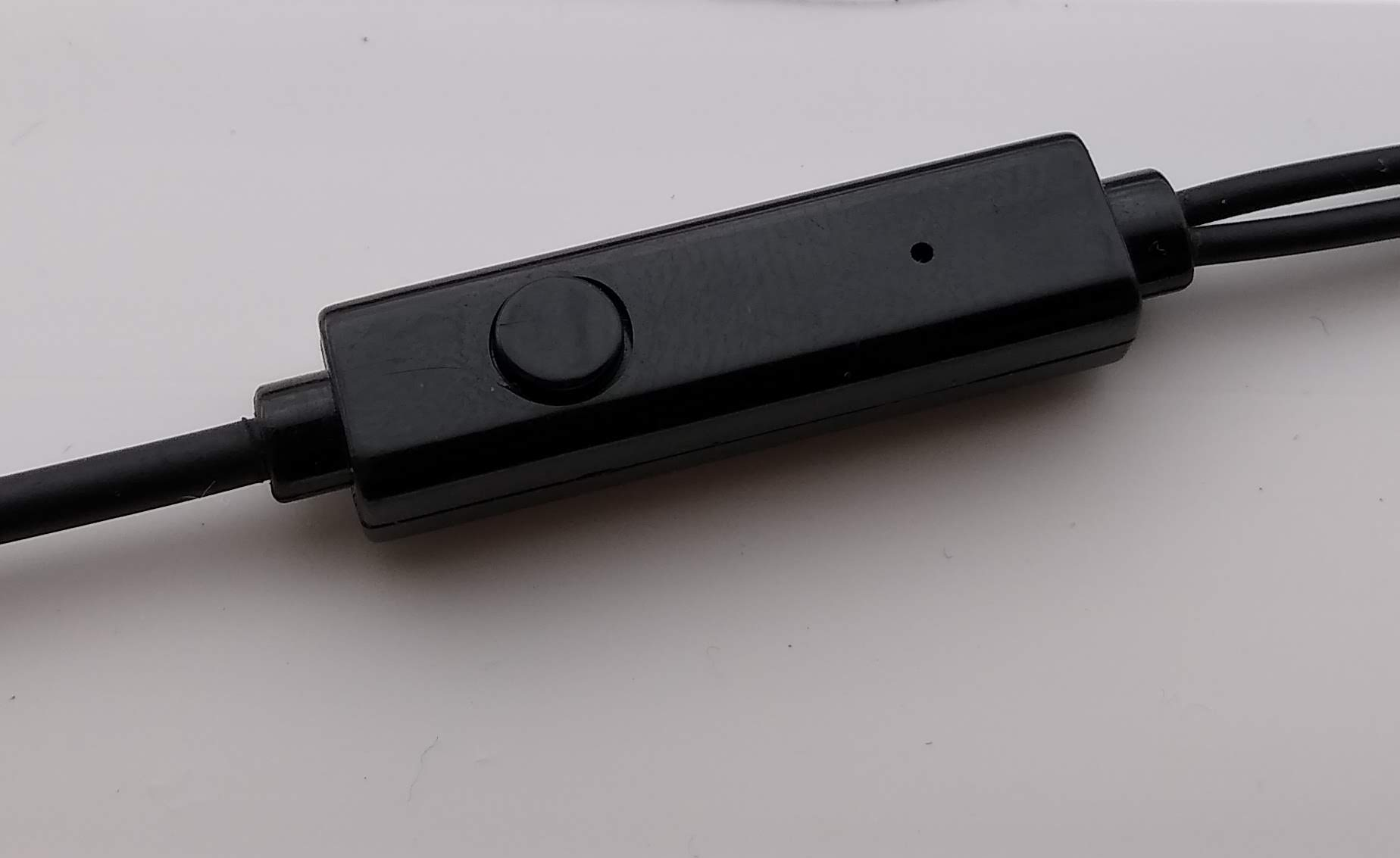
میکروفون هندزفری
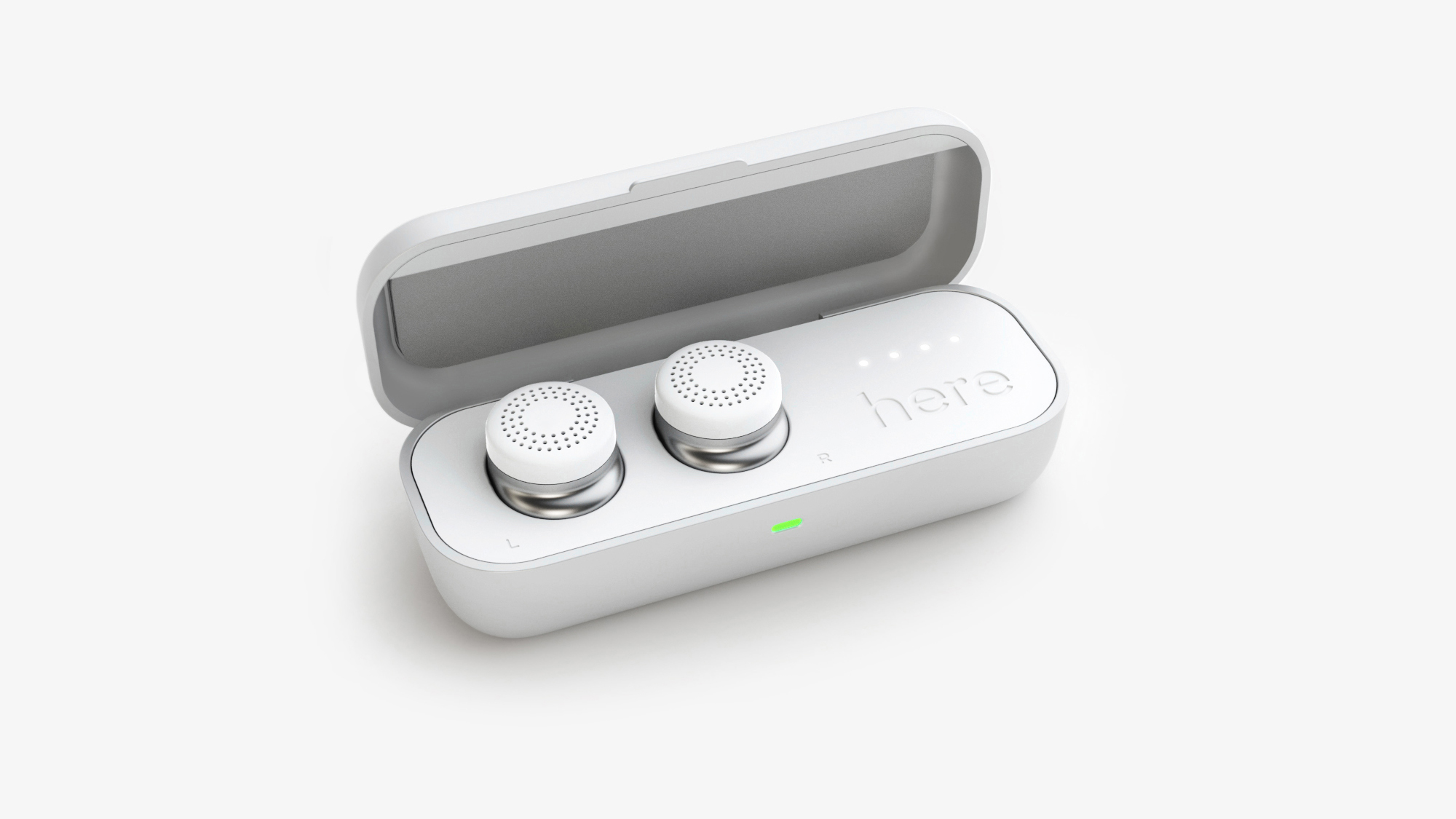
ایربادز (earbuds)
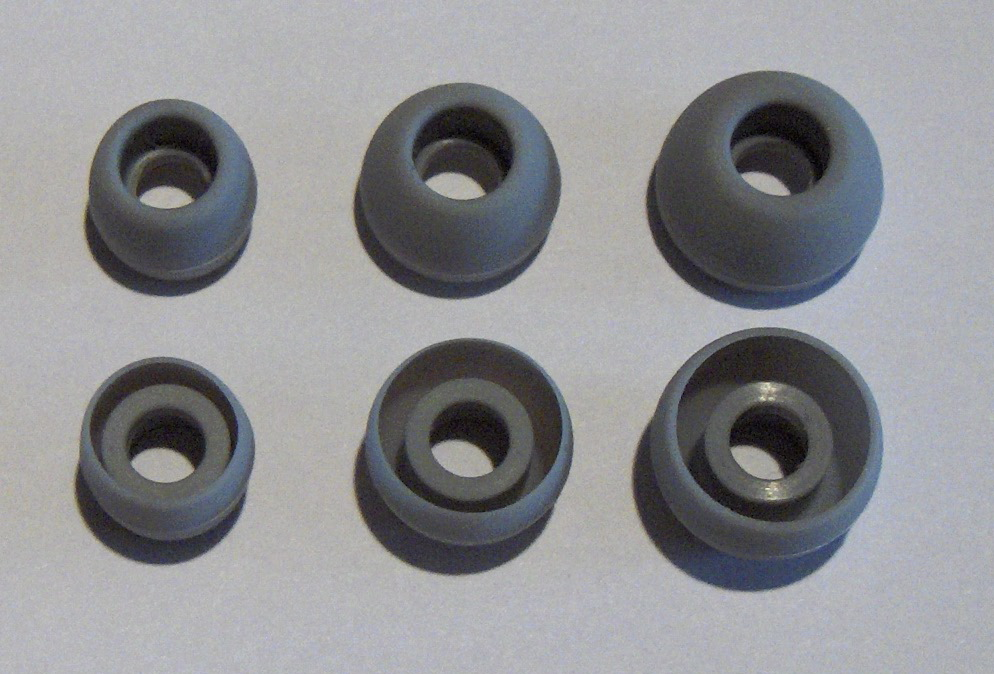
سر سیلیکونی هندزفری
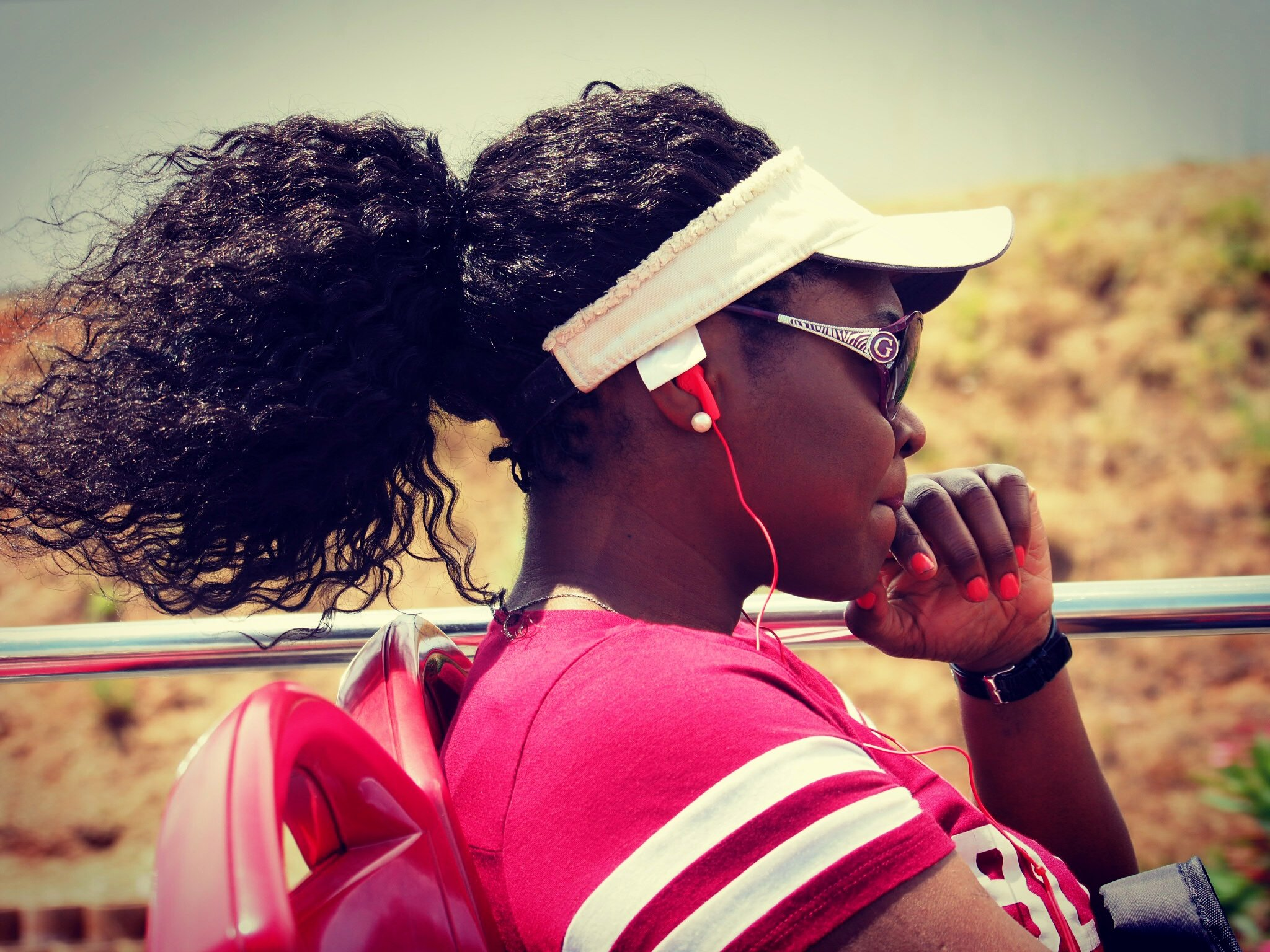